# Антоний Западно- и Средноевропейски
Антоний е български православен духовник, константийски епископ от 2008 до 2013 година и западно и средноевропейски митрополит от 2013 година на Българската православна църква.

## Биография
Роден на 17 януари 1978 г. в Стара Загора, България, със светското име Живко Киров Михалев в семейството на изселници от тракийския град Гюмюрджина. Завършва основно образование в Стара Загора. От 1993 до 1998 година учи в Пловдивската духовна семинария „Св. св. Кирил и Методий“, която завършва с отличен успех и продължава образованието си в Богословския факултет на Софийския университет „Свети Климент Охридски“. Докато е студент пее в църквата „Успение Богородично“ в Малашевци.
През пролетта на 2002 г. постъпва като послушник в Клисурския манастир, където е постриган за монах на 5 август 2002 г. под духовното наставничество на архимандрит Сионий, ректор на Софийската духовна семинария. Ръкоположен е за йеродякон на 18 октомври 2002 г. и за йеромонах на 17 януари 2003 г. от митрополит Дометиан Видински.
След завърщването на академията, е назначен за ефимерий и преподавател в Пловдивската семинария под ръководството на ректора епископ Евлогий Адрианополски. По негово предложение на 21 ноември 2006 г. е отличен с офикията архимандрит от митрополит Неофит Русенски. По искане на митрополит Николай от 1 май 2007 г. е назначен за протосингел на Пловдивската митрополия.
По предложение на митрополит Николай Пловдивски на 23 март 2008 г. е ръкоположен за константийски епископ в пловдивския храм „Света Марина“ и е назначен за негов викарий в град Смолян.
1 юли 2009 года е назначен за ректор на Пловдивска духовна семинария на мястото на архимандрит Сергий Шапков. Изпраща писмо до патриарх Максим и Светия Синод, в което мотивира отказа си да оглави Пловдивската семинария. В него Антоний обяснява, че разкъсването между задълженията му към църквата в Родопите и новия пост ще попречи да изпълнява пълноценно и двете функции.
От юни 2010 г. е назначен за викарий на митрополит Симеон Западно и Средноевропейски. Остава на поста и при управляващия епархията митрополит Григорий Великотърновски, след приемането на оставката на митрополит Симеон през юни 2013 г.
На 27 октомври 2013 г. е избран за митрополит на Западно- и Средоевропейската епархия на Българската православна църква.